# Burkslav

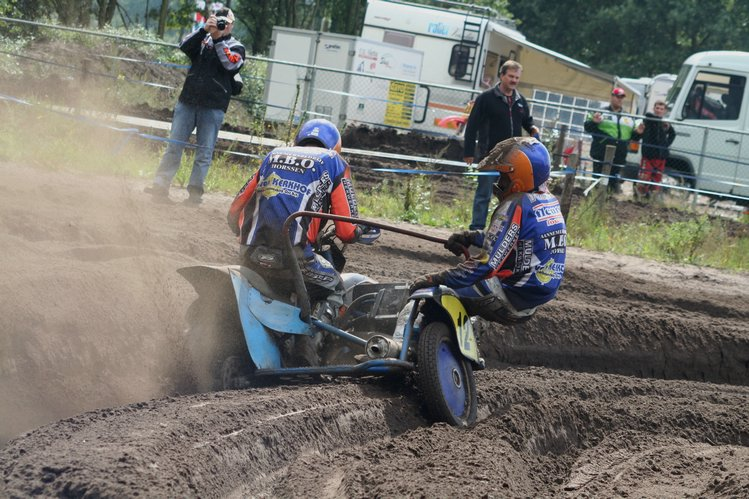
Burkning av en burkslav (till höger) inom sidvagnsmotocross.

Burkslav (på engelska officiellt passenger, men oftare monkey) kallas den person som sitter i sidvagnen till en  motorcykel vid sidvagnsmotocross eller sidovagnsracing. Uppgiften för en burkslav är att parera svängarna och göra det så smidigt som möjligt för föraren att ta kurvorna (att "burka").